# Jacob Butler

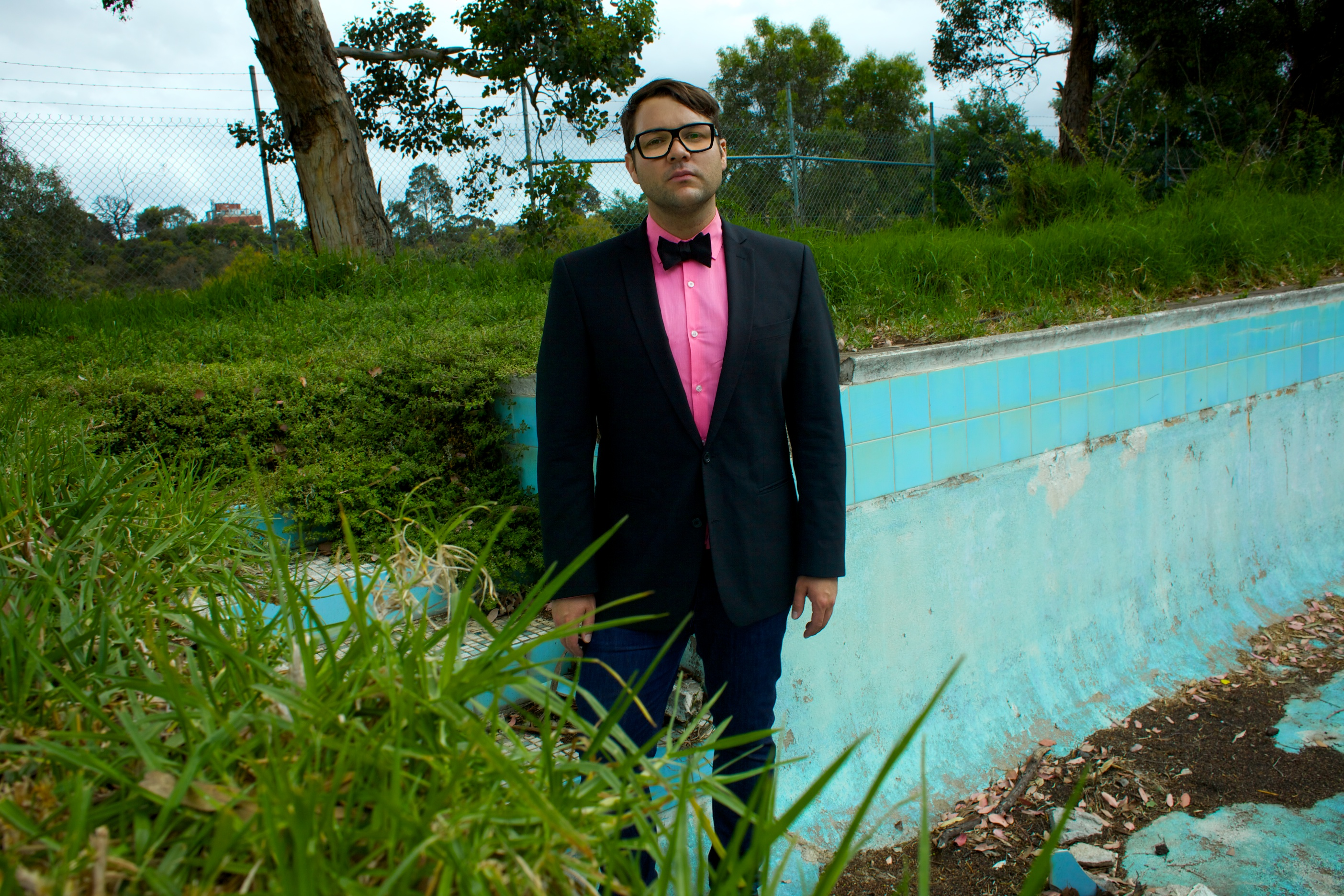
Jacob Butler (2011)

Jacob Butler (* 29. März 1982 in Mount Gambier) ist ein australischer Popmusiker und Singer-Songwriter. Bekannt wurde er durch seine Teilnahme bei Australian Idol und X Factor. Sein Debütalbum Reason erschien 2012 auch in Europa.

## Karriere
Butler erlangte in Australien 2005 nationale Bekanntheit durch seine Teilnahme an der ersten Staffel der Castingshow X Factor. Er schaffte es bis in die Top 5. Dort verließ er die Show freiwillig und mit erhobenem Mittelfinger, womit er eine Kontroverse um die Familienfreundlichkeit solcher Sendungen in den nationalen Medien auslöste. 2007 nahm er einen neuen Anlauf bei der Castingshow Australian Idol, der australischen Ausführung von Deutschland sucht den Superstar. Er stieß in die Live-Shows vor und beendet den Wettbewerb auf Rang 8.
2009 veröffentlichte er seine Debüt-Single Coma bei Lions Share Recordings. Die Single wurde in über 100 Radiostationen gespielt und belegte den 9. Platz in den AIR Australian Charts. Außerdem schaffte sie es in die Finals der Musicoz Awards und des International Independent Songwriters Contests. Im Video zu Coma spielen Pippa Black und Sweeney Young aus der Serie Neighbours des australischen Senders Channel 10 die Hauptrollen, Regie führte Matt Hart. Der Song wurde außerdem im Werbetrailer für das Staffelfinale der Serie verwendet. Im darauf folgenden Jahr nahm er sein Album Reason auf. Produziert wurde es von Richard Stolz in den Sing Sing Studios in Melbourne.
2012 sicherte sich mehrere Plattenverträge im Ausland. Unter anderem war er beim deutschen Label Very Us Records der Edel SE (Deutschland, Österreich und Schweiz), V2 Records (Benelux), Universal Music (Polen und Bulgarien), Billberg Entertainment (Skandinavien) und EMI (Griechenland und Zypern) unter Vertrag. Seine erste Singleauskopplung Come My Way wurde in Deutschland in mehreren Radiostationen gespielt und schaffte es bis auf Rang 47 der Mainstream Airplay Charts. Außerdem lief sie in einem Feature für die WB Movie World Theme Parks.
Mit seiner Single Mind Walz gewann Butler 2012 den renommierten Unsigned Only Music Competition in der Kategorie AAA. Seit dem 9. Mai 2013 stand er in Australien bei Red Rebel Music unter Vertrag.

## Diskografie

### Alben
- Reason – Veröffentlichung: 24. August 2012[14]

### Singles
- Coma – Veröffentlichung: 2009 (nur Australien und als Download)
- Come My Way – Veröffentlichung: 21. April 2012
- UKOK? – Veröffentlichung: 17. August 2012[14]

## Privates
Butler wurde in Mount Gambier geboren. Dann zog er mit seinen Eltern nach Port Lincoln und von da weiter nach Adelaide. Am 24. März 2013 heiratete Jacob Butler seine langjährige Verlobte Paula Lucarelli in Melbourne, wo sie heute leben.